# Jean-Baptiste Piolet
Jean-Baptiste Piolet (Courteix, Corrèze, 24 juin 1855 - Paris, 5 février 1930) est un missionnaire jésuite et historien français.

## Biographie
Installé de nombreuses années à Madagascar, il reçoit en 1899 la médaille d'argent de la Société de géographie de Paris pour l'ensemble de ses travaux géographiques et ethnologiques. 
Il devient ensuite le spécialiste de l'histoire des missions françaises dans le monde. 

## Travaux
- Madagascar, sa description, ses habitants, 1895
- Madagascar et les Hova : description, organisation, histoire, 1895
- De la colonisation à Madagascar, 1896
- Douze leçons à la Sorbonne sur Madagascar, 1898
- L’œuvre des jardins ouvriers à Saint-Étienne, à Sedan, en France et à l'étranger, 1898
- Empire colonial de la France : Madagascar, la Réunion, Mayotte, les Comores, Djibouti, avec Charles Noufflard, 1900
- La France hors de France. Notre émigration, sa nécessité, ses conditions, 1900
- Les jardins ouvriers de Saint-Étienne, 1903
- Nos missions et nos missionnaires, 1904
- L'Église catholique en Indo-Chine, 1905
- La religion catholique en Chine, 1905
- Les missions catholiques françaises au XIXe siècle, 6 vols., 1906, prix de Joest de l’Académie française 1904
- Questions d'Angleterre : la loi scolaire anglaise, la lecture en Angleterre, les missions étrangères protestantes, 1906
- L'Église catholique aux Indes, 1907
- L'Église catholique dans le continent noir, 1908
- De la Communion, 1924